# Crevans-et-la-Chapelle-lès-Granges
Crevans-et-la-Chapelle-lès-Granges är en kommun i departementet Haute-Saône i regionen Bourgogne-Franche-Comté i östra Frankrike. Kommunen ligger i kantonen Villersexel som tillhör arrondissementet Lure. År 2022 hade Crevans-et-la-Chapelle-lès-Granges 250 invånare.

## Befolkningsutveckling
Antalet invånare i kommunen Crevans-et-la-Chapelle-lès-Granges
| Referens: INSEE |